# 네모닷
|                                           |
| 미국의 재산법                             |
| 미국법 시리즈                             |
| 재산 획득                                 |
| 증여 · 취득시효 · 채권양도                |
| 유실물                                    |
| 처분 · 위탁 · 허가                        |
| 재산권                                    |
| 완전 사유권 · 단순부동산권 · 한사부동산권 |
| 생애부동산권 · 조건부 부동산권            |
| 미래권리 · 부동산 공동소유                |
| 부동산임차권 · 연립주택                   |
| 토지권리의 양도 증서                      |
| 선의의 취득자 · 권원등기제도              |
| 양도증서에 의한 금반언 · 권리 포기서      |
| 임대차 · 형평법상 재산권의 이전           |
| 소유권부담제거소송 · 국가귀속             |
| 미래사용 제한                             |
| 양도제한                                  |
| 영구구속금지의 원칙                       |
| 쉘리사건의 원칙                           |
| 상속권원우선원칙                          |
| 비소유 토지권                             |
| 지역권 · 이익                             |
| 토지와 함께 이전하는 약관                 |
| 에퀴티상의 지역권                         |
| 관련 주제                                 |
| 부착물 · 훼손 · 분할                      |
| 용수권                                    |
| 측면‧지하지지권                           |
| 네모닷                                    |
| 미국법의 다른 영역                        |
| 계약법 · 불법행위법                       |
| 유언신탁법                                |
| 형법 · 증거법                             |

네모닷(라틴어: Nemo dat quod non habet)은 "어느 누구도 가지지 않은 것을 줄 수 없다"는 라틴어 법언이다.  미국의 재산법에서 구매자가 물권을 지니지 않는 판매자로부터 물건을 구입하였을 경우 물권을 취득하지 않는 법률 원칙을 일컫는 말이다. 선의의 구매자가 장물을 모르고 샀을 경우에 적용되며 물건은 원소유자에게 귀속된다.
네모닷 규칙에는 예외가 있는데 수표의 경우가 대표적이다. 이는 경제활동이 원활하게 지속되게 하기 위함이다.

## 참고 문헌
- 박홍래,《미국 재산법》전남대학교출판부, 2004. (ISBN 8975984680)